# Cantón de Combs-la-Ville
El cantón de Combs-la-Ville es una división administrativa francesa, situada en el departamento de Sena y Marne y la región Isla de Francia.

## Geografía
Este cantón es organizado alrededor de Combs-la-Ville en él distrito de Melun.

## Composición
El Cantón de Combs-la-Ville agrupa 4 comunas:
- Combs-la-Ville
- Lieusaint
- Moissy-Cramayel
- Réau

## Demografía
| 9,853 | 15,447 | 19,973 | 38,099 | 42,295 | 48,479 | 49,766 |
| Para los censos de 1962 a 1999 la población legal corresponde a la población sin duplicidades (Fuente: INSEE [Consultar]) |        |        |        |        |        |        |